# Dietlikon
Dietlikon es una comuna suiza del cantón de Zúrich, situada en el distrito de Bülach. Limita al noreste con las comunas de Kloten y Bassersdorf, al este con Wangen-Brüttisellen, al sur con Dübendorf, y al oeste con Wallisellen.

## Transportes
Ferrocarril
En la comuna hay una estación de ferrocarril en la que paran trenes de cercanías de varias líneas de la red S-Bahn Zúrich.